# Pitkäjärvi (sjö i Tammerfors, Birkaland)
Pitkäjärvi är en sjö i kommunen Tammerfors i landskapet Birkaland i Finland. Arean är 43 hektar och strandlinjen är 7,09 kilometer lång. Sjön  ingår i Kumo älvs huvudavrinningsområde.   Den ligger omkring 12 kilometer nordöst om Tammerfors och omkring 170 kilometer norr om Helsingfors. 
Pitkäjärvi ligger söder om Iso Päiväjärvi. 